# Degučiai (Zarasai)
Degučiai è una città del distretto di Zarasai della contea di Utena, nel nord-est della Lituania. Secondo un censimento del 2011, la popolazione ammonta a 265 abitanti. Non va confusa con un'altra Degučiai, appartenente alla contea di Klaipėda.

## Nome
Non è chiara esattamente l'etimologia del nome. Ci sono 3 versioni principali:
- Degučiai sarebbe il plurale del cognome Degutis;
- Proverrebbe dal nome di una vecchia distilleria di catrame;
- Sarebbe il nome di un insediamento nuovo sorto al posto del precedente a seguito di un incendio.

## Storia

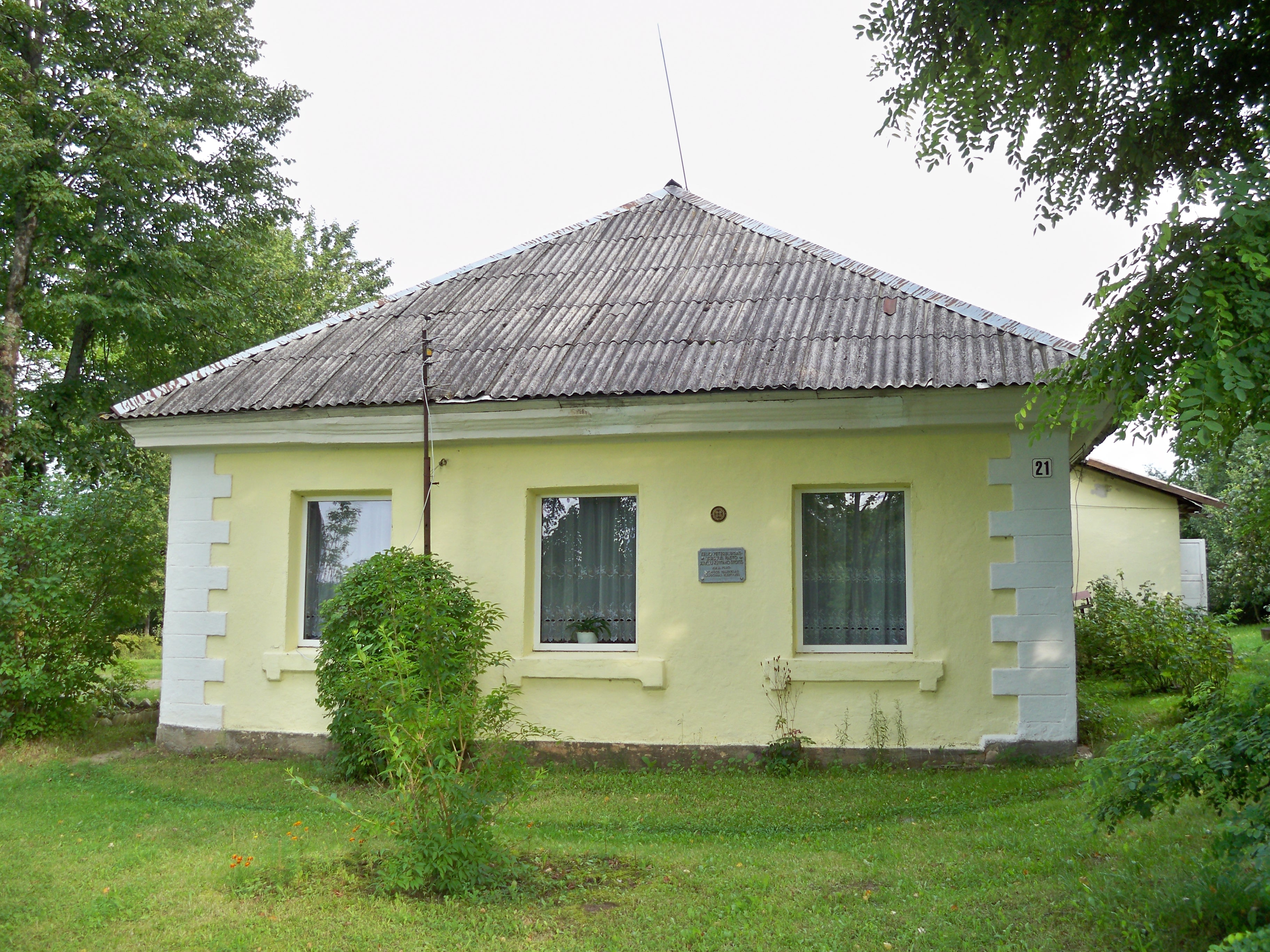
Vecchia stazione di posta (1835)

Degučiai ospita un monastero costruito dai vecchi credenti, probabilmente i veri fondatori dell'insediamento (1669). Con la conclusione dei lavori per la costruzione del tratto ferroviario Varsavia-San Pietroburgo, crebbe l'interesse a stabilirsi stabilmente in questo luogo (lo testimonia l'ancora oggi visitabile stazione di posta).
Nel 1920 fu costruita una scuola primaria stabilita a cui si accompagnarono poi nei decenni seguenti altre strutture come l'ufficio postale e la casa della cultura.
La chiesa di Sant'Antonio di Padova perse il ruolo religioso durante il periodo sovietico fino a quando non venne ripristinata nel 1992. Sempre nel corso del governo comunista, Degučiai divenne sede di fattorie collettive.
L'11 settembre 2007 lo stemma attuale di Degučiai è divenuto quello ufficiale.

## Galleria d’immagini

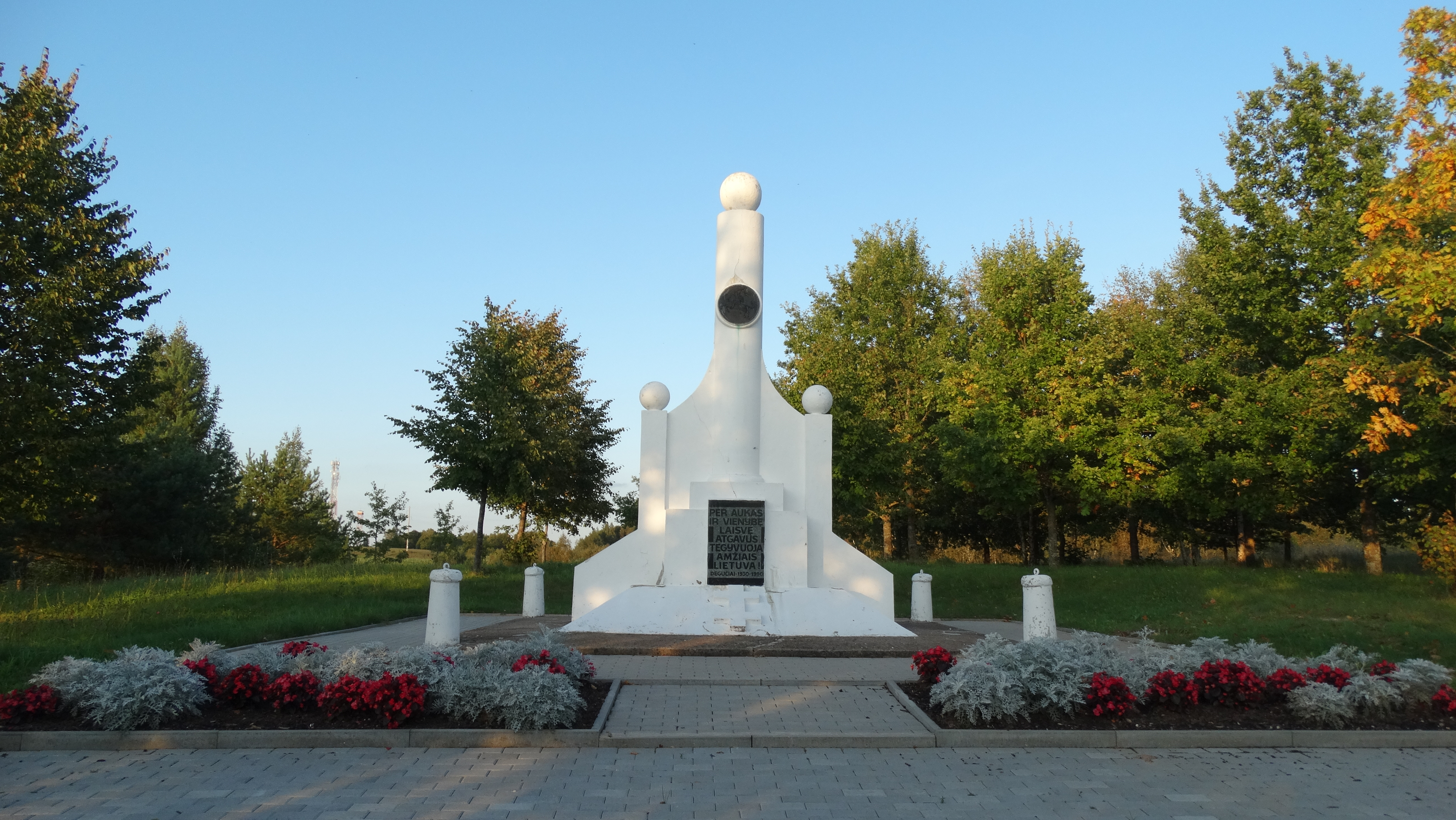
Monumento dell’indipendenza
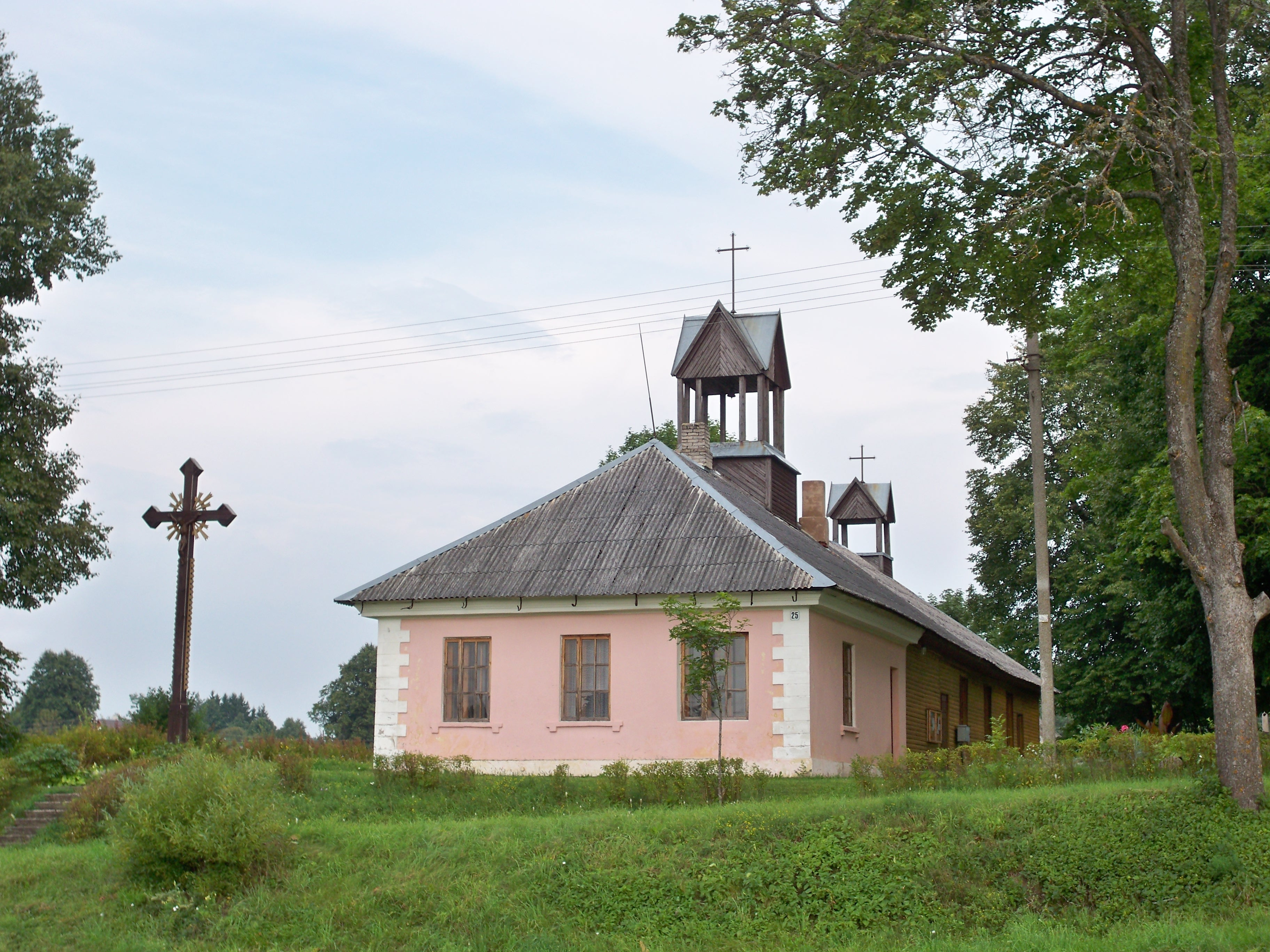
Cappella cattolica all’interno del vecchio ufficio postale
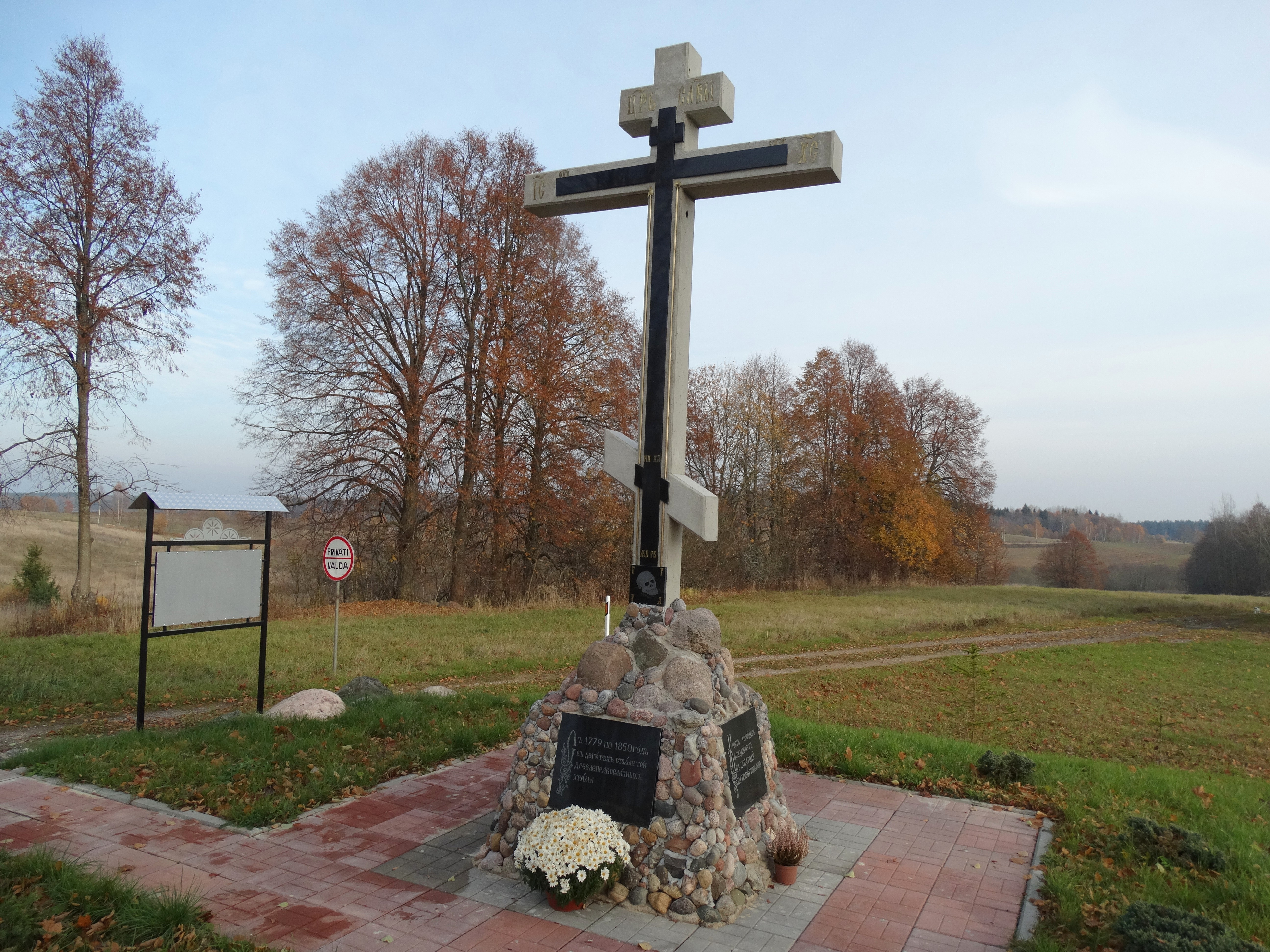
Particolare croce
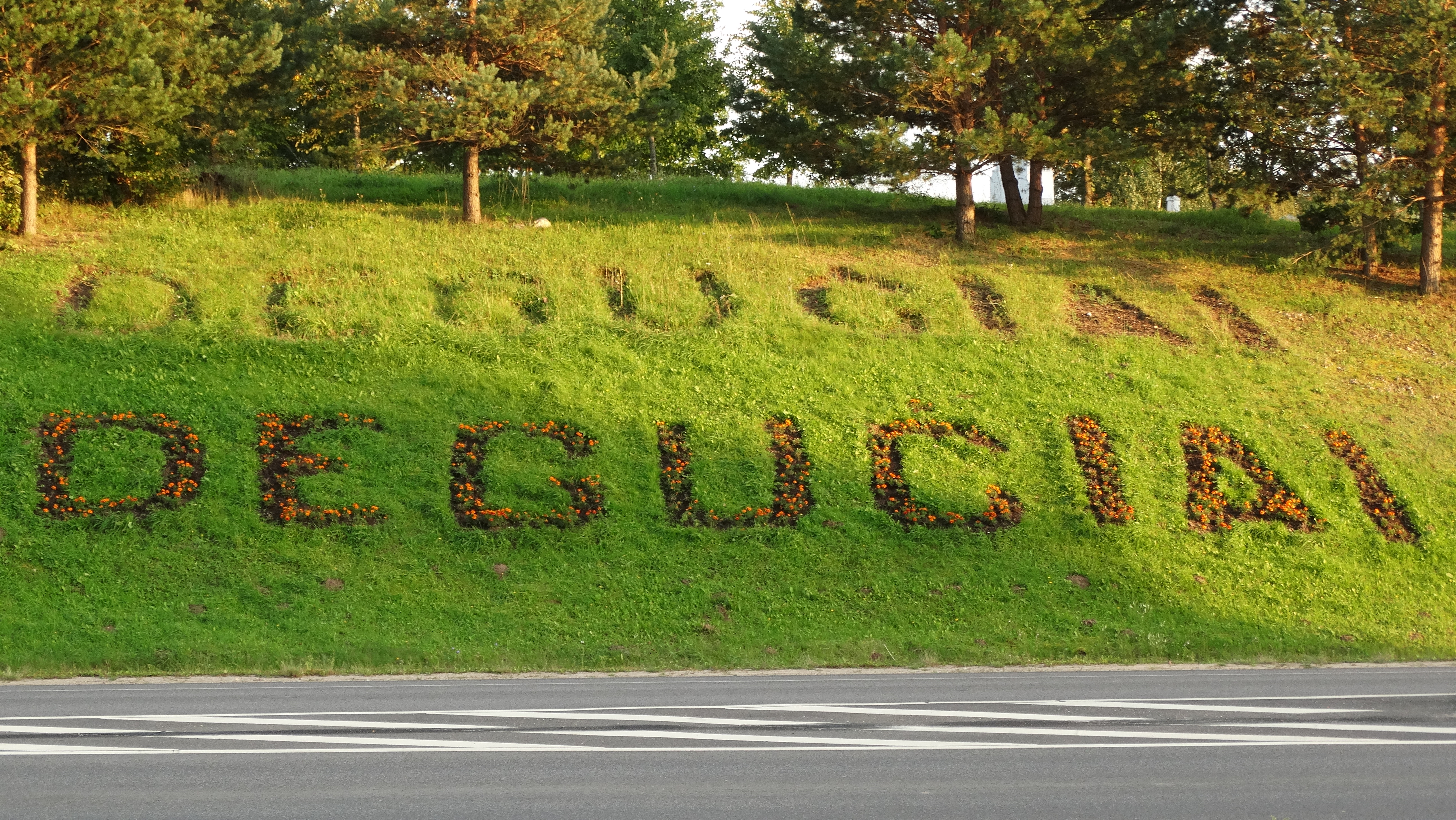
Nome città realizzato con fiori
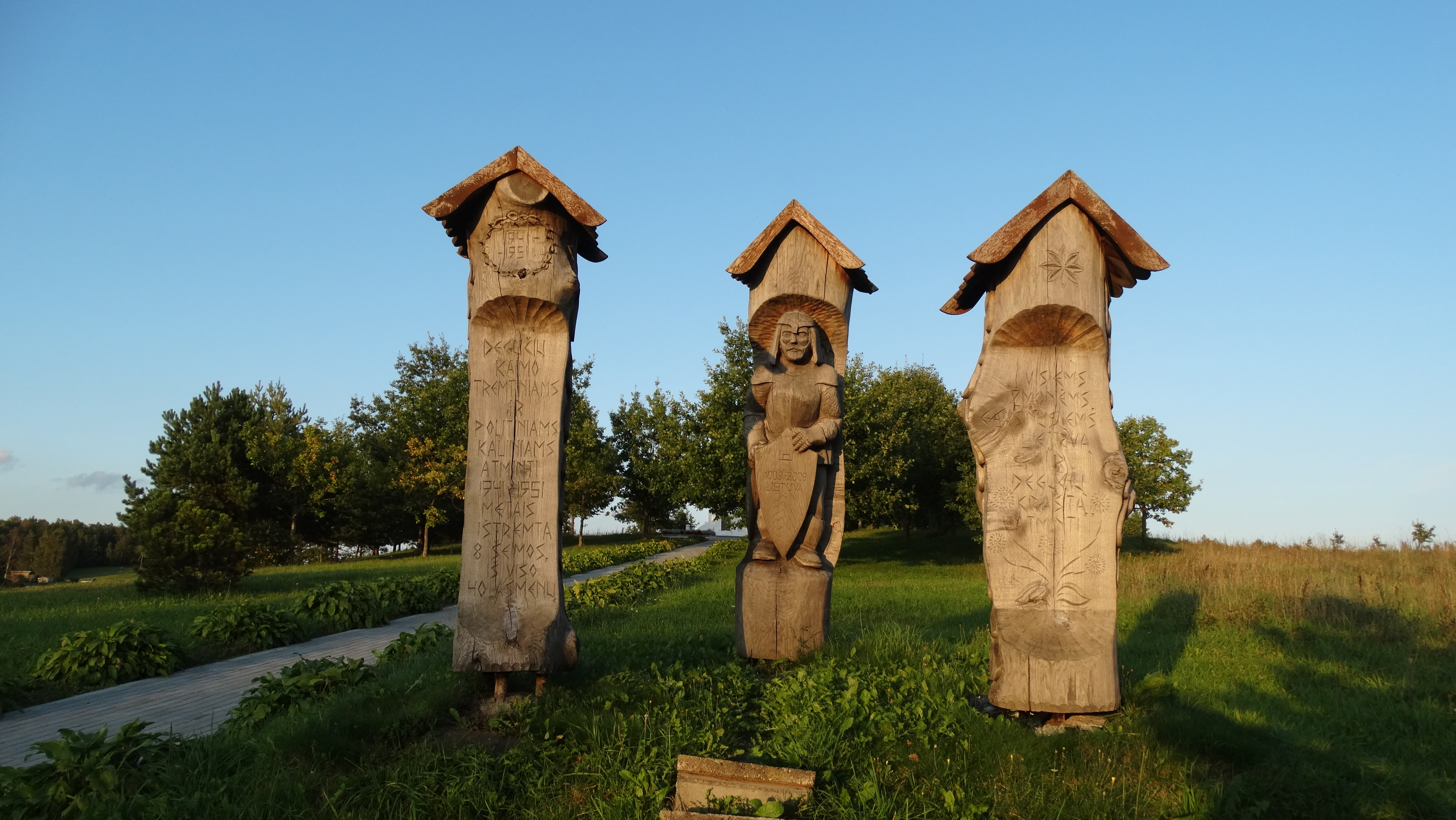
Incisioni su legno vicino al monumento dell’indipendenza
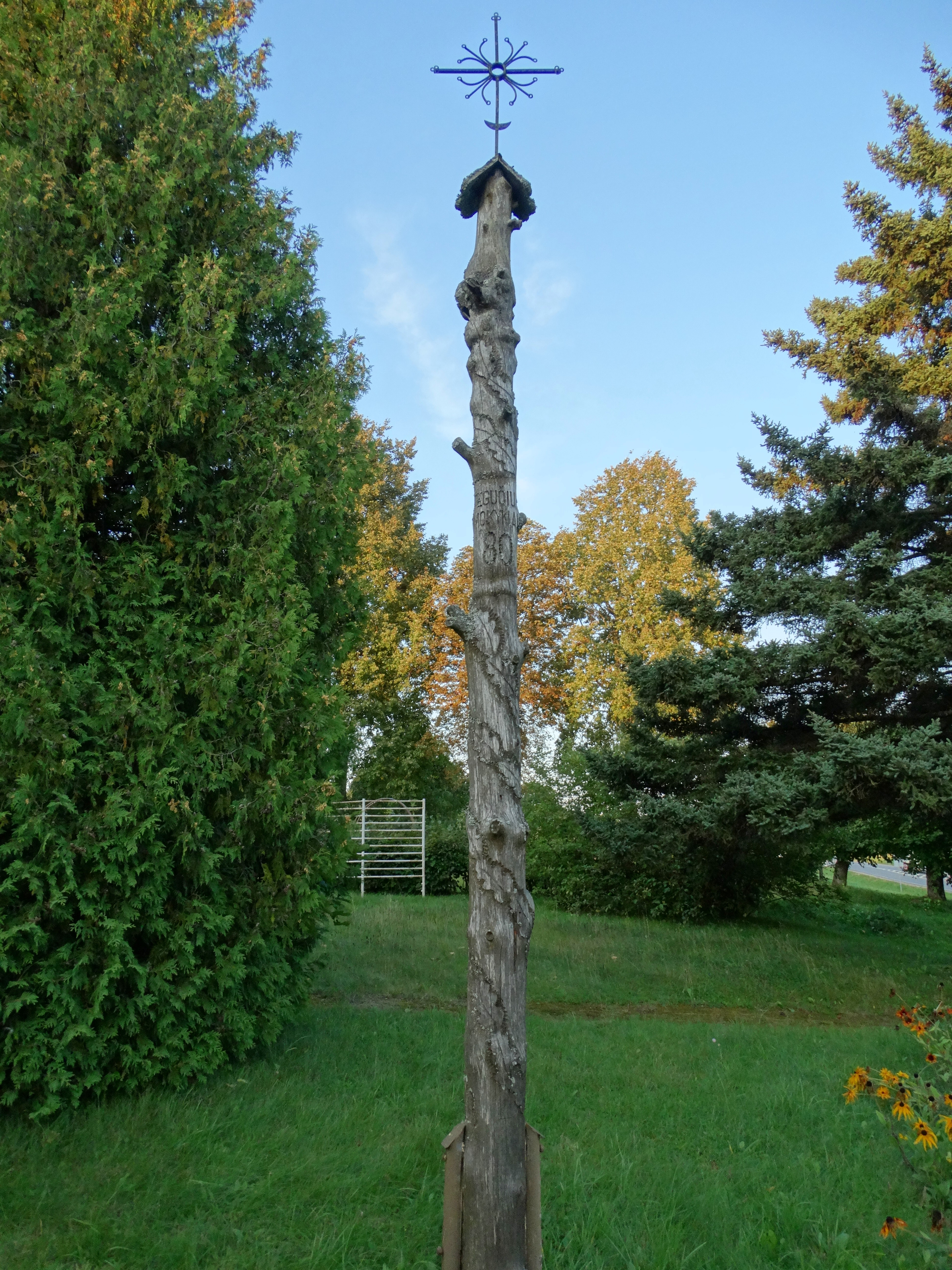
Monumento celebrativo per la costruzione della scuola primaria nel XX secolo
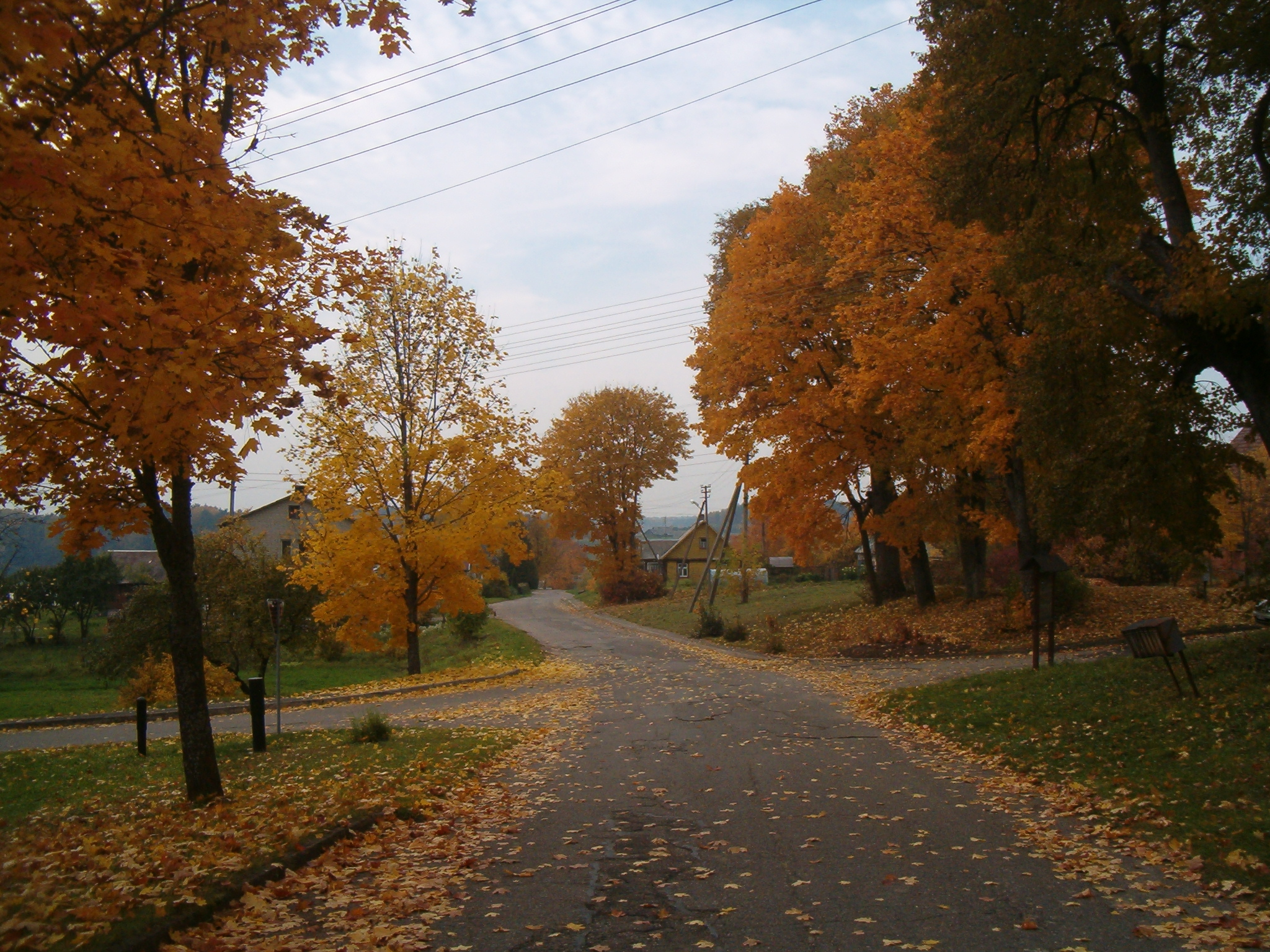
Strada cittadina in autunno
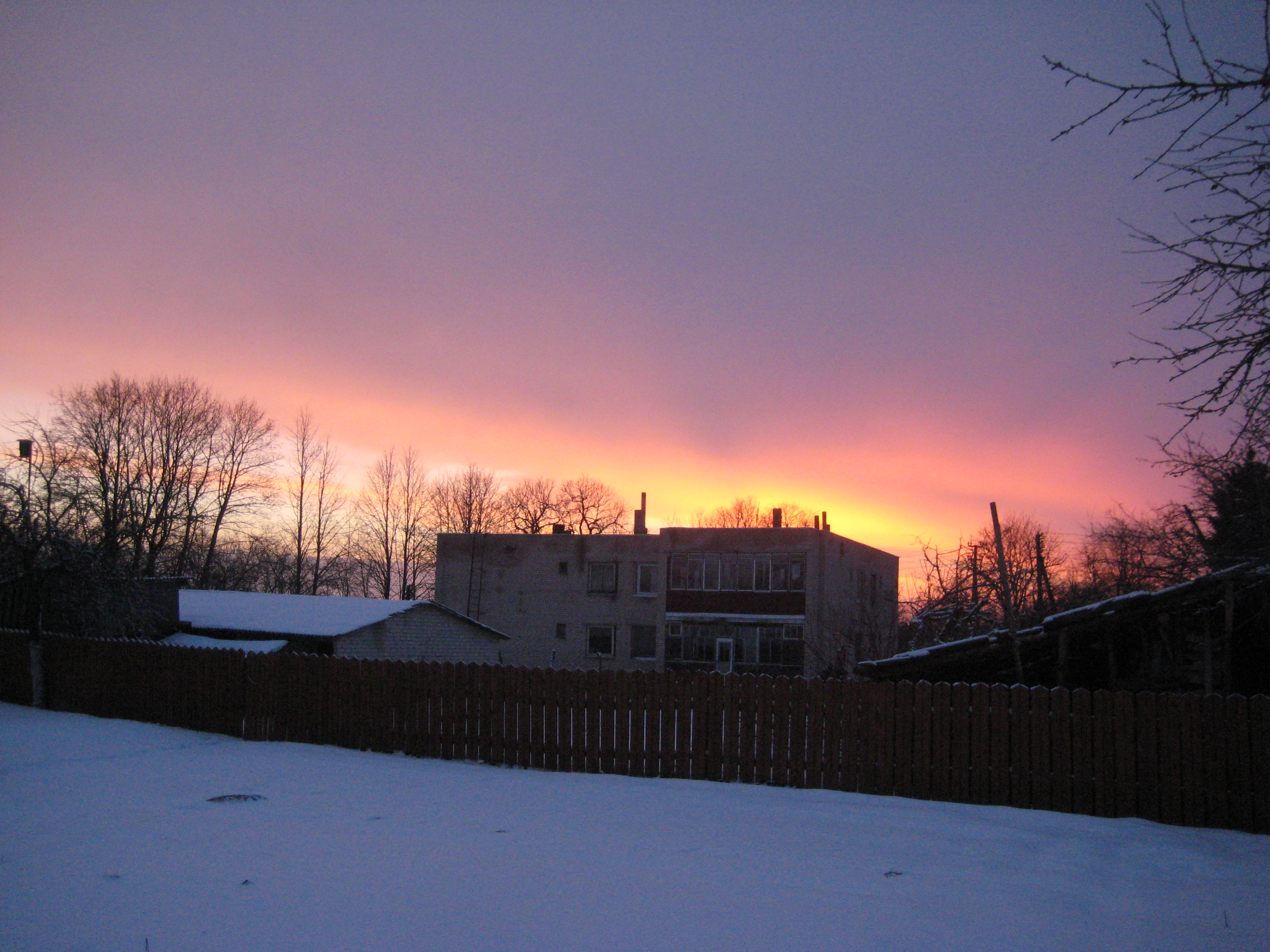
Degučiai d’inverno
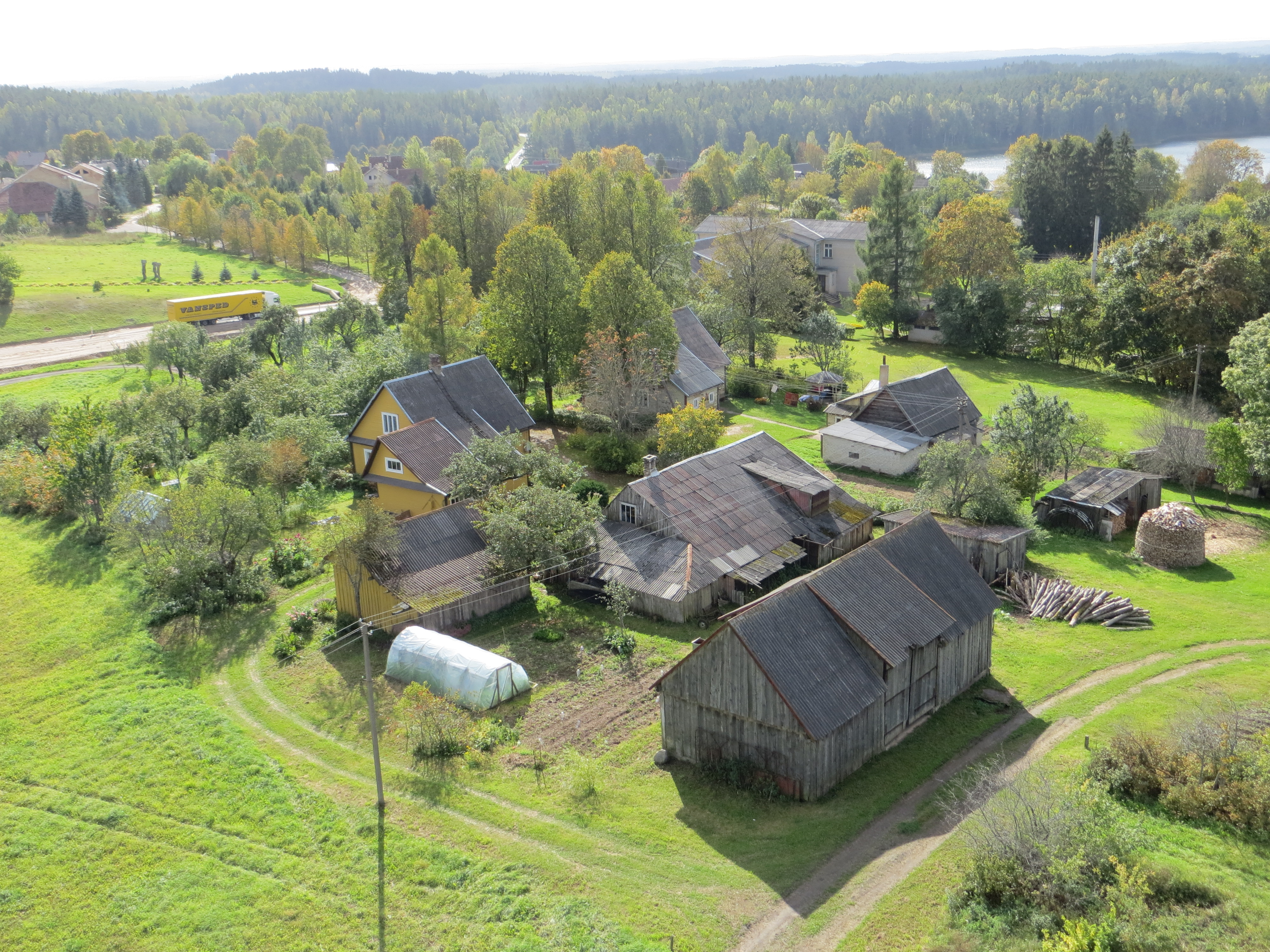
Vista dall’alto